# Pedicularis cinerascens
Pedicularis cinerascens är en snyltrotsväxtart som beskrevs av Adrien René Franchet. Pedicularis cinerascens ingår i släktet spiror, och familjen snyltrotsväxter. Inga underarter finns listade i Catalogue of Life.